# Kagaku Sentai Dynaman
Kagaku Sentai Dynaman (科学戦隊ダイナマン, Kagaku Sentai Dainaman, vertaald als Scientific Squadron Dynaman) is de zevende sentaiserie geproduceerd door Toei. De serie werd van februari 1983 tot januari 1984 uitgezonden en bestond uit 51 afleveringen.
Dynaman was de eerste Sentai met niet alleen betere karakterontwerpen voor de vijf helden, maar ook met ingewikkeldere verhaallijnen voor de vijanden in de serie. Dit werd later in Bioman nog verder uitgebreid.

## Verhaallijn
Vijf uitvinders van het Yumeno Invention Laboratorium worden bij elkaar geroepen door Dr. Yumeno. Hij vertelt hen over het ondergrondse Jyashinka-keizerrijk, waarvan hij recentelijk het bestaan heeft ontdekt, en weet dat het van plan is om de bovengrondse wereld ook te veroveren. Hij geeft hen speciale pakken om als Dynaman de Jyashinka te stoppen.
De Jyashinka laten na een aantal nederlagen generaal Zenobia ontwaken, die erin slaagt de Dynamanbasis te verwoesten. Ook duikt er een mysterieuze gemaskerde zwaardvechter op, de Dark Knight, die een vijand van zowel de Dynaman als de Jyashinka is.
Na een tijdje ontdekken de Dynaman dat de Jyashinka vooral achter een uitvinding van Dr. Yumeno genaamd het Retro-gen aanzitten. Dit gen kan namelijk het aantal staarten van een Jyashinka vergroten (en het aantal staarten bepaald hun status). Zenobia sterft na gebruik te hebben gemaakt van het Retro-gen. De Dark Knight vernietigd hierop de Jyashinka-keizer Aton en onthult zichzelf als Megiddo, de Jyashinka-prins die eerder verbannen was.
In het laatste gevecht vernietigen de Dynaman de Grangizmo, het mobiele fort van de Jyashinka, waarbij Megiddo en alle andere Jyashinka omkomen.

## Personages

### Dynaman
- Hokuto Dan (弾北斗, Dan Hokuto) / DynaRed (ダイナレッド, Dainareddo): 
 Een kendo meester uit Hokkaido. In zijn vrije tijd houdt hij ook van motorraces.
- Ryuu Hoshikawa (星川竜, Hoshikawa Ryū) / DynaBlack (ダイナブラック, Dainaburakku): 
 Een astronoom en een afstammeling van de Iga-ninja’s. Hij probeert altijd contact te maken met aliens.
- Yousuke Shima (島洋介, Shima Yōsuke) / DynaBlue (ダイナブルー, Dainaburū): 
 Een meester in watersporten die zelf veel nieuwe watersportartikelen uitvindt. Hij komt van Ishigaki Island.
- Kousaku Nangou (南郷耕作, Nangō Kōsaku) / DynaYellow (ダイナイエロー, Dainaierō): 
 Hij houdt zich vooral bezig met het kweken van nieuwe planten.
- Rei Tachibana (立花レイ, Tachibana Rei) / DynaPink (ダイナピンク, Dainapinku): 
 Heeft als wens met dieren te kunnen praten.

### Hulp
- Dr. Kyuutarou Yumeno (夢野久太郎, Yumeno Kyūtarō)
 Mentor van de Dynamen. Hij is het hoofd van het Yumeno Invention laboratorium.
- Kendo Robot 
 Een robot gemaakt door Dr. Yumeno en de mascotte van het Yumeno Invention laboratorium. Hij wordt samen met het laboratorium vernietigd in aflevering 37.

### Tailed-People Clan Evilution Empire
De Tailed-People Clan Jashinka Empire (有尾人一族ジャシンカ帝国, Yūbijin Ichizoku Jashinka Teikoku) zijn een ondergronds ras dat is geëvalueerd uit reptielen. Het aantal staarten geeft de rang van een Jyashinka aan. Hun hoofdkwartier is de Gran Gizmo (グランギズモ, Guran Gizumo): een mobiel fort in de vorm van een vliegende vis.
- Emperor Aton (帝王アトン, Teiō Aton): (9 staarten) 
 leider van het Jyashinka rijk. Hij hoopt ooit een 10e staart te krijgen. Hij wordt gedood door de Dark Knight.
- Generaal Kar (カー将軍, Kā Shōgun) (7 staarten): alias "God of War." Hij maakt de Evilution Monsters.
- Prince Megiddo (メギド王子, Megido Ōji): (5 > 4 > 0 staarten) 
 Een krijger van de Jyashinka-rijk. Hij had eerst vier staarten maar verliest er een in het gevecht met Dynared. Uiteindelijk verliest hi jze allemaal en wordt gevangen door Zenobia. Hij keert echter terug als de Dark Knight (ダークナイト, Dāku Naito) en dood Aton. Daarna neemt hij zijn plaats in.
- Gira & Geel (ギーラ&ギール, Gīra to Gīru) (afleveringen 1-8): Megiddo's bodyguards.
- Princess Chimera (王女キメラ, Ōjo Kimera) (afleveringen 8-50): Megiddo's nicht met 4 staarten. Zij is een heks.
- Generaal Zenobia (ゼノビア, Zenobia) (37-50; 7 staarten) 
 Hij verschijnt in aflevering 37 en vernietigd het Laboratorium van de Dynaman. Hij slaagt erin het Retro gen te gebruiken om 10 staarten te krijgen, maar sterft aan de gevolgen.
- Tail Soldiers (シッポ兵, Shippo Hei) (1 staart) 
 soldaten van het Jyashinka-rijk.
- Evolution Beasts (進化獣, Shinkajū): de normale monsters van de Jashinka.
- Mechavolution Beasts (メカ進化獣, Meka Shinkajū): monsters die later opduiken. Zijn een kruising van dieren en wapens.

## Mecha
- Dy Jupiter (ダイジュピター, Dai Jupitā): Het schip waar de afzonderlijke mecha in zijn opgeslagen.
- Dyna Robo (ダイナロボ Daina Robo): is de robot van het Dynaman team. Hij bestaat uit drie losse mecha:
  - DynaMach (ダイナマッハ, Daina Mahha) (rood)
  - Dyna Mobile (ダイナモビル, Daina Mobiru) (zwart en blauw)
  - Dyna Garry (ダイナギャリー, Daina Gyarī)

## Super Sentai-kenmerken
Dynaman introduceerde een aantal nieuwe elementen die tegenwoordig kenmerkend zijn:
- de kostuums waren voor het eerst van spandex en hadden geen sjaal of cape zoals bij eerdere teams (alleen magiranger brak deze regel).
- de eerste Sentai met een sterke extra vijand/antiheld.
- eerste Sentai die ook in Amerika werd uitgezonden.
- de eerste Sentai waarbij regelmatig gekleurde ontploffingen werden toegepast tijdens de transformatie-scènes.

## Trivia
- Zes afleveringen van Dynamen werden nagesynchroniseerd uitgezonden in Amerika als parodie op Dynaman.
- In deze nasynchronisatie werden de namen van de Dynamen veranderd in: Wooshi, Huba, Franky, Cowboy en Slojin.
- De naam van de vijanden, Jyashinka, is een samenstelling van de woorden Jyashin (Japans voor slecht of kwaadaardig) en Shinka (Japans voor evolutie).

## Afleveringen
1. The Tailed-People Clan's Challenge (有尾人一族の挑戦 Yūbijin Ichizoku no Chōsen)
2. Warriors Who Chase Dreams (夢を追う戦士たち Yume o Ou Senshitachi)
3. Bat Hell Flight (コウモリ地獄飛行 Kōmori Jigoku Hikō)
4. The Rumbling Fossil-Human (ゴロゴロ化石人間 Gorogoro Kaseki Ningen)
5. The Evolution Beast's Scary Dream (進化獣のこわい夢 Shinkajū no Kowai Yume)
6. Fight to the Death! The Haunts of a Poisonous Snake (死闘! 毒蛇の魔境 Shitō! Dokuja no Makyō)
7. Tokyo Fire's Naval Operation (東京火の海作戦! Tōkyō Hi no Umi Sakusen)
8. The Evil Peon Female Chimera " (悪の花王女キメラ Aku no Hana Ōjo Kimera'')
9. The Do-or-Die Bomb Race (決死の爆弾レース Kesshi no Bakudan Rēsu)
10. The Intruder From Outer Space (宇宙からの侵入者 Uchū Kara no Shinnyūsha)
11. The Day Fish Attack Humans (魚が人間を襲う日 Sakana ga Ningen o Osou Hi)
12. The Targeted Blood Bank (狙われた血液銀行 Nerareta Ketsueki Ginkō)
13. The Kidnapped Bride (さらわれた花嫁 Sarawareta Hanayome)
14. Assault, Choroppo Soldier (突撃チョロッポ兵 Totsugeki Choroppo Hei)
15. Ninjutsu vs. Chimera Witchcraft (忍術対キメラ妖術 Ninjutsu Tai Kimera Yōutsu)
16. The Big Mt. Aso Explosion Operation (阿蘇山大爆発作戦 Asosan Dai Bakuhatsu Sakusen)
17. Fear! Kyushu Major Earthquake (恐怖! 九州大地震 Kyōfu! Kyūshū Daijishin)
18. The Big Tsunami That Attacks Tokyo (東京を襲う大津波 Tōkyō o Osou Ōtsunami)
19. The Fuse is a Red Toxic Flower (導火線は赤い毒花 Dōkasen wa Akai Doku Hana)
20. Chase! The Amakusa Sun (追え! 天草の太陽 Oe! Amakusa no Taiyō)
21. Angry Hokuto's Deadly Sword (怒りの北斗必殺剣 Ikari no Hokuto Hissatsu Ken)
22. The Great Prank War (いたずら大戦争! Itazura Dai Sensō)
23. Operation Human Slug (人間ナメクジ作戦 Ningen Namekuji Sakusen'')
24. The Dreadful Comet's Great Approach (恐怖の彗星大接近 Kyōfu no Suisei Dai Sekkin)
25. The Mysterious Guffaw Hell (謎のゲラゲラ地獄 Nazo no Geragera Jigoku)
26. Intense Fighting! The Solar Lighthouse (激闘! 太陽の灯台 Gekitō! Taiyō no Tōdai)
27. The Sound of Death, Crickets Chirping (死の音セミシグレ Shi no Oto Semishigure)
28. Rescue the Doll-Human! (人形人間を救え! Ningyō Ningen o Sukue!)
29. Chimera's Cursed Clothes (キメラの呪いの服 Kimera no Noroi no Fuku)
30. The Enemy is a Drudge Evolution Beast (敵はガリ勉進化獣 Teki wa Gariben Shinkajū)
31. The Spy Tailed-Person's Trap (スパイ有尾人の罠 Supai Yūbijin no Wana)
32. The Missing Power Gun (消えたパワーガン Kieta Pawā Gan)
33. Unaccustomed to Red (レッドになれない Reddo ni Narenai)
34. Formidable Enemy! Mechavolution (強敵! メカシンカ Kyōteki! Mekashinka)
35. Seeking a New Finishing Move (新必殺技を求めて Shin Hissatsu-waza o Motomete)
36. It Came Forth!! The Finishing Move (出たぞ! 必殺技! Deta zo! Hissatsu-waza)
37. Female Shogun Zenobia (女将軍ゼノビア Onna Shōgun Zenobia)
38. Rejuvenate! Genius Brain (若返れ! 天才頭脳 Wakagaere! Tensai Zonō)
39. Hold it! The Egg of the Tailed-People (抱け! 有尾人の卵 Idake! Yūbijin no Tamago)
40. Explosion! Silent Anger (爆発! 無言の怒り Bakuhatsu! Mugon no Ikari)
41. The Biker Gang Who Disappeared in the Darkness (闇に消えた暴走族 Yami ni Kieta Bōsōzoku)
42. Challenge Dark Knight (挑戦ダークナイト Chōsen Dāku Naito)
43. Island! You're Blue Lightning (島! 君は青い稲妻 Shima! Kimi wa Aoi Inazuma)
44. Explosion! Magma Bomb (爆発! マグマ爆弾 Bakuhatsu! Maguma Bakudan)
45. Mama is Zenobia? (ママはゼノビア? Mama wa Zenobia?)
46. The Saber That Runs Love Through (愛を貫くサーベル Ai o Tsuranuku Sāberu)
47. An Evil Wish, Ten Tails (悪の願い十本尻尾 Aku no Negai Juppon Shippo)
48. Doctor Yumeno's Big Secret (夢野博士の大秘密 Yumeno-hakase no Dai Himitsu)
49. The End of General Kar (カー将軍の最期 Kā Shōgun no Saigo)
50. The Revived Formidable Enemy (よみがえった強敵 Yomigaetta Kyōteki)
51. The Fight That Flew Through Tomorrow (明日をかけた戦い Ashita o Kaketa Tatakai)